# Jacqueline Beer
Jacqueline Beer, nata Jacqueline Vangramberg (Parigi, 14 ottobre 1932), è un'attrice francese naturalizzata statunitense.
Ha gareggiato in rappresentanza della Francia al concorso di Miss Universo 1954.

## Vita privata
Nel 1991 sposò l'antropologo, esploratore, regista e scrittore norvegese Thor Heyerdahl, che morì nel 2002. In precedenza era stata sposata con Jean Antoine Garcia Roady.

## Filmografia parziale

### Cinema
- Il grido delle aquile (Screaming Eagles), regia di Charles F. Haas (1956)
- Quel certo non so che (That Certain Feeling), regia di Melvin Frank e Norman Panama (1956) - non accreditata
- Scorciatoia per l'inferno (Short Cut to Hell), regia di James Cagney (1957) - non accreditata
- I bucanieri (The Buccaneer), regia di Anthony Quinn (1958) - non accreditata
- L'uomo che capiva le donne (The Man Who Understood Women), regia di Nunnally Johnson (1959) - non accreditata
- Il letto racconta (Pillow Talk), regia di Michael Gordon (1959)
- Intrigo a Stoccolma (The Prize), regia di Mark Robson (1963)
- La ragazza made in Paris (Made in Paris), regia di Boris Sagal (1966)

### Televisione
- The George Burns and Gracie Allen Show – serie TV, 5 episodi (1956-1957)
- Maverick – serie TV, 1 episodio (1958)
- Playhouse 90 – serie TV, 1 episodio (1958)
- Sugarfoot – serie TV, episodio 2x14 (1959)
- The Alaskans – serie TV, episodio 1x20 (1960)
- Bronco – serie TV, 2 episodi (1961-1962)
- Indirizzo permanente (77 Sunset Strip) – serie TV, 149 episodi (1958-1963)
- Gli inafferrabili (The Rogues) – serie TV, 1 episodio (1965)
- I giorni di Bryan (Run for Your Life) – serie TV, 1 episodio (1965)
- Organizzazione U.N.C.L.E. (The Man from U.N.C.L.E.) – serie TV, 1 episodio (1965)
- Codice Gerico (Jericho) – serie TV, episodio 1x03 (1966)
- Daniel Boone – serie TV, 1 episodio (1966)
- Il transatlantico della paura (The French Atlantic Affair) – serie TV, 3 episodi (1979)